# Festival international du film de Rotterdam
Le Festival international du film de Rotterdam, en abrégé IFFR (titre officiel en anglais : International Film Festival Rotterdam), est un festival de cinéma international fondé en 1972 se déroulant chaque année à Rotterdam aux Pays-Bas. Il est un des plus importants festivals de cinéma en Europe. Durant douze jours, des centaines de réalisteurs ou autres artistes présentent leurs films à de larges audiences dans les salles de cinéma de la ville.
Il est connu parmi les grands festivals de cinéma pour proposer une des programmations les plus variées en termes de longs métrages.
Le festival a pour mascotte un tigre ; le grand prix du festival est donc symbolisé par le Tigre d'or.

## Histoire

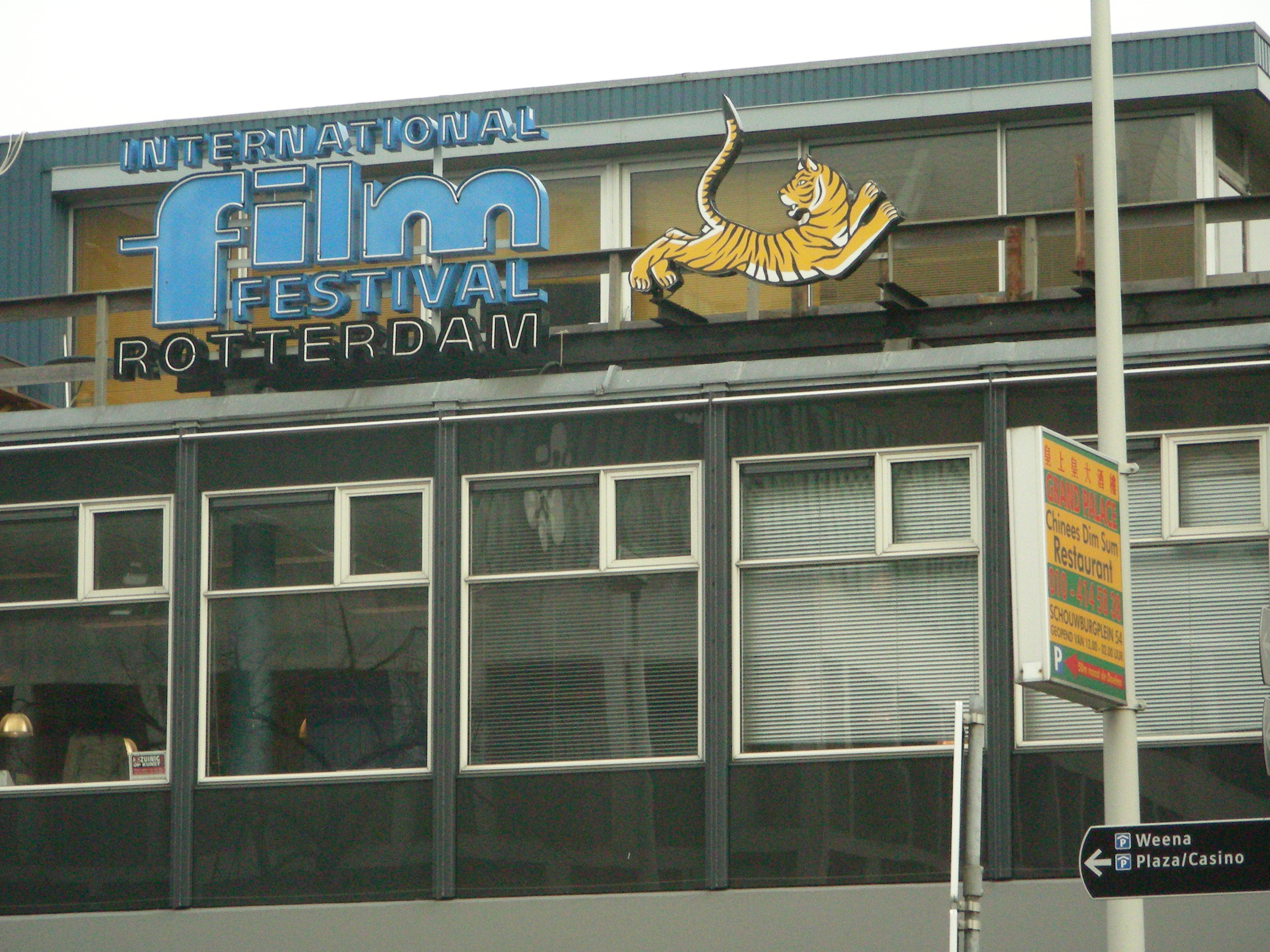
Le bureau de festival à Rotterdam

En juin 1972, Hubert Bals dit Huub Bals (en) crée le Festival international du film de Rotterdam et s'est donné pour mission la découverte et le soutien des cinématographies rares et innovantes.
À la mort du fondateur, en 1988, un fonds de soutien à la production de films des pays en développement, le Fonds Hubert Bals a été créé. Ce fonds permet le financement de nombreux films indépendants. En 2017, par exemple, 14 films ont été financés par le FHB.

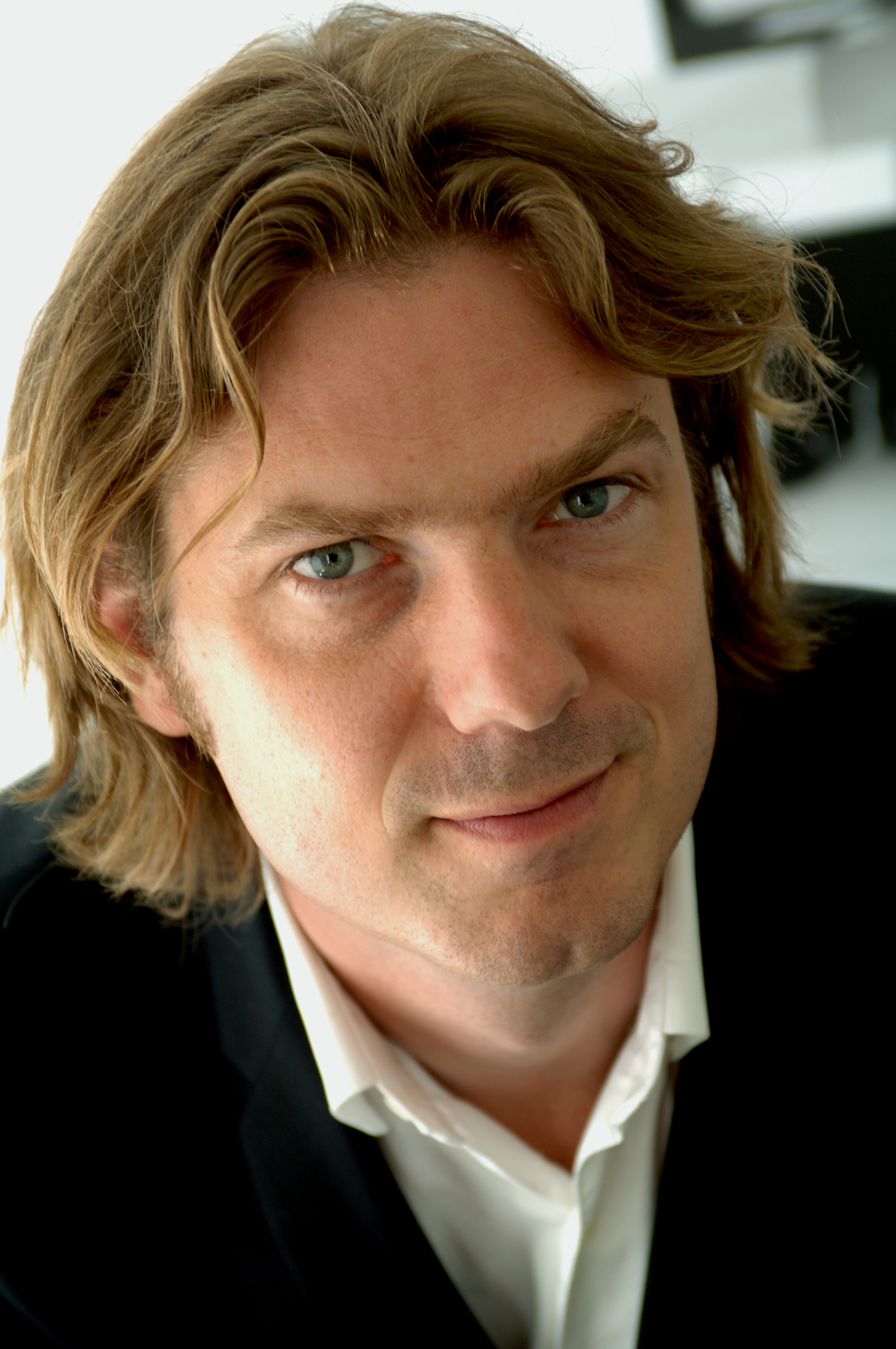
Rutger Wolfson, directeur actuel du Festival de film Rotterdam

Le caractère non-compétitif du festival a changé en 1995, avec l'introduction du prix des Tigre d'or (VPRO Tiger Awards). Un an après, en 1996, Simon Field, ancien directeur de cinéma de l'Institute of Contemporary Arts de Londres, devint le directeur du festival rotterdamois. En 2004, Sandra Den Hamer lui succéda. Le 1er septembre 2007, Rutger Wolfson est devenu le président du festival et le reste durant huit années. Le 6 mai 2015, Bero Beyer est le nouveau directeur général et artistique du festival.

## Organisation

### Fonds Hubert Bals
Parmi les films dont la réalisation a été rendue possible par le soutien du fonds Hubert Bals, on retiendra (par ordre chronologique) :
Berlin-Jérusalem (Berlin-Yerushalaim) de Amos Gitaï (Israël), La Pomme (Sib) de Samira Makhmalbaf (Iran), Freedom de Sharunas Bartas (Lituanie), Parfum de violettes (Nadie te oye: Perfume de violetas) de Marisa Sistach (Mexique), 25 Watts de Juan Rebella and Pablo Stoll (Uruguay), Japón de Carlos Reygadas (Mexique), Tan de repente de Diego Lerman (Argentine), Abouna de Mahamat Saleh Haroun (Tchad), Intervention divine (Yadon ilaheyya) de Elia Suleiman (Palestine), Uzak de Nuri Bilge Ceylan (Turquie), Occident de Cristian Mungiu (Roumanie), All tomorrow's Parties de Yu Lik-wai (Chine), Osama de Siddiq Barmak (Afghanistan), La Sainte Fille (La niña santa) de Lucrecia Martel (Argentine), Quatre (4 / Четыре) de Ilia Khrjanovski (Russie), Sangre de Amat Escalante (Mexique), Batalla en el cielo de Carlos Reygadas (Mexique), Attente de Rashid Masharawi (Palestine), Les Climats (Iklimler) de Nuri Bilge Ceylan (Turquie),...

### Rotterdam Producer's Lab
L'atelier des producteurs de Rotterdam , créé en 2020 est une opportunité offerte aux producteurs émergents, en début de leur carrière afin de se faire un réseau, d'affiner leur (co)production et porter leur travail au niveau international.  